# Verticillium longisporum
Verticillium longisporum är en svampart som först beskrevs av C. Stark, och fick sitt nu gällande namn av Karapapa, Bainbr. & Heale 1997. Verticillium longisporum ingår i släktet Verticillium och familjen Plectosphaerellaceae.   Inga underarter finns listade i Catalogue of Life.